# Il figlio di Stalin
Il figlio di Stalin  è un breve romanzo che Riccardo Bacchelli scrisse nel 1953, l'anno della morte del dittatore russo e che venne pubblicato in quell'anno dalla Rizzoli.
Questo romanzo fa parte del ciclo della rievocazione storica, con Il mulino del Po, Il diavolo al Pontelungo, I tre schiavi di Giulio Cesare.

## Trama
Il romanzo narra la storia di Jakov Iosifovič Džugašvili nel suo tentativo di affermare la propria personalità e venire considerato indipendentemente dalla figura del padre. Jakov cerca di mantenere il segreto sulla sua vera identità nei vari frangenti della sua vita, prima operaio in Siberia, poi soldato nell'esercito, e infine prigioniero in un campo di concentramento tedesco. La sua identità viene scoperta: le autorità cercano di sfruttarla a loro vantaggio con fini propagandistici, e cominciano a migliorare il trattamento riservato a Jakov, che per questo viene considerato una spia dai compagni di prigionia.

## Edizioni
- Il figlio di Stalin, Milano, Rizzoli, 1953. - Collana Biblioteca moderna n.730, Milano, Mondadori, 1962; Collana Tutte le Opere di Riccardo Bacchelli n.11, Mondadori, 1963.
- Il figlio di Stalin, Postfazione di Raffaello Palumbo Mosca, Collana Minimum classics n.97, Roma, minimum fax, 2022, ISBN 978-88-338-9325-9.